# 段荣 (雍州别驾)
段荣，北魏官员，雁门郡原平县（今山西省原平市）人。
段荣的伯父段渊是后燕慕容垂时期的广武县县令，段渊的儿子段霸被北魏俘虏，受宫刑为宦官。段荣在北魏担任雍州（治今陕西省西安市）别驾，段氏兄弟以及近亲世代居住在广武城，修养讲究有世家大族的门风。